# Kojtjärnen, Dalarna
Kojtjärnen är en sjö i Ludvika kommun i Dalarna och ingår i Norrströms huvudavrinningsområde.